# 茨城県運転免許試験場
茨城県運転免許試験場（いばらきけんうんてんめんきょしけんじょう）は、茨城県東茨城郡茨城町大字長岡にある茨城県警察が管理する運転免許試験場である。

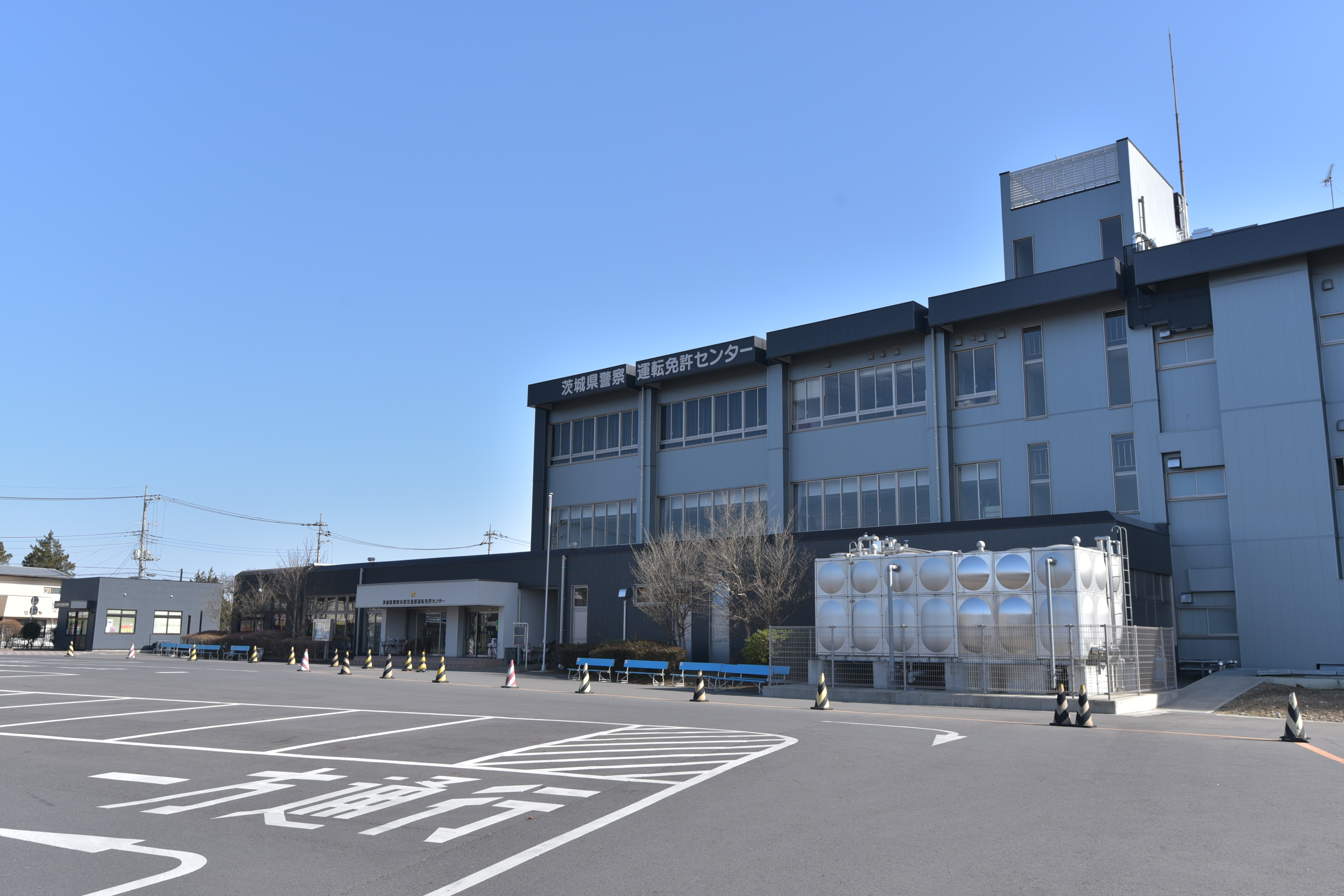
茨城県警察運転免許センター

## 所在地
- 〒311-3197　茨城県東茨城郡茨城町大字長岡3783-3

## 周辺
- 国道6号
- 北関東自動車道茨城町東インターチェンジ
- 茨城県警察学校
- イオンタウン水戸南

## 交通
最寄り駅
- JR常磐線水戸駅

バス（運転免許センター停留所下車）
- 水戸駅北口3番のりばから関東鉄道バス　運転免許センター行きに乗車(40分)、終点下車
- つくばセンター（TXつくば駅）8番乗り場、土浦駅東口から関東鉄道バス 急行わかば号運転免許センター行き、終点下車